# سلطنت تالپور
سلسله تالپوریا سلطنت تالپور(بلوچی: ٹالپر) یک پادشاهی بلوچ تبار بود که پس از سرنگونی سلسله کلهره در سال ۱۷۸۳ تأسیس و تا فتح سند توسط بریتانیا در سال ۱۸۴۳، بر ایالت سند (سند امروزی، پاکستان) حکومت کرد.
شاخه ای از خاندان تالپور پس از شکست از از بریتانیا و تلاش‌هایی برای حکومت مجدد بر منطقه طی معاهده ای با بریتانیا به حکومت خیرپور، تحت فرمانروایی بریتانیا با عنوان ایالت شاهزاده خیرپور و بعدتر به عنوان یک ایالت شاهزاده پاکستان ادامه داد.
ایالت شاهزاده خیرپور در سال ۱۹۵۵ طی طرح یک واحدی با تهدید حمله نظامی توسط ژنرال اسکندر میرزا و نقض توافق میرعلی مراد تالپور با بنیان‌گذار پاکستان، محمد علی جناح در ایالت پاکستان غربی ادغام شد.
کاخ فیض محل یکی از چندین کاخ ساخته شده توسط سلطنت تالپر و محل اقامت حاکمان تالپور و سپس خیرپور بود.

## تاریخ
قبیله تالپور در حدود سال ۱۴۵۰ م با ورود قبایل بلوچ تحت رهبری امیر چاکر خان رند (چاکر اعظم) یکبار به سنده حمله کردند تا قلمرو خود را در جانب سبی گسترش دهند اما موفق نشدند اندکی بعدتر امیر چاکر خان تعدادی از قبایل تحت امر خود را به خواهر مبارزش موسوم به بی بی بانلی (بانری) که در جنگاوری و جسارت بی همتا بود سپرد تا وی به اتفاق لشکری از جنگاوران بلوچ سنده را ضمیمه قلمرو ایشان کند.
این موضوع را شیخ صدیق علی شیر انصاری در کتاب the Moslem race به شکلی که در اشعار حماسی موجود بوده مستقیم نقل می‌کند:
کهیرد و گبول و گادهی
شش مور و سیاهن زیی
تالبر دی وانهین مری
چاندیمو حد کهری
ایشان غلام انت میرچاکری
بانری ای بخش نزرت
ای کل قسی حونی رونت
ترجمه:
طایفه کهیرد، طایفه گبول، طایفه گادهی
طایفه شش مور، طایفه سیاه زیی (سازی)
طایفه تالپور، و مردمان خشن طایفه مری
طایفه چاندیه و مردم سرزمین کهیر
اینها تحت امر امیر چاکر هستند
وی به بی بی بانلی (بانری) آنها را سپرد
اما بی بی بانلی این بخشش را نپذیرفت
و گفت تمام آنها از خون ما هستند
سرانجام در ادامه این گفتار در کتاب تاریخ بلوچ نوشته سر آیم لانگ ورته دیمز (سر دیمزنی) مطالبی درج شده که ادامه دهنده این داستان هستند، بر اساس آنها قبایل نامبرده به رهبری بی بی بانلی (بانری) راهی فتح سنده شدند در سده چهاردهم میلادی سنده طی یک هفته به‌دست افراد نامبرده و رهبرشان که یک بانو از اشراف‌زادگان بلوچ بود فتح شد اما او این سرزمین را به دست سران قبایل نامبرده سپرد تا آنها به صورت ملوک الطوایفی بر آن حکومت کنند.
در این روایت تاریخی تالبر که نام اولیه تالپورها بوده نیز به عنوان یک قبیله بلوچ از بلوچستان به سنده وارد می‌شوند در مقابل این نظریه چندین نظریه دیگر نیز مطرح است به گونه ای که در کتاب فرمانروایی تالپران بلوچ در سنده، ج ۱ آقای سارانی برخی از این نظریات را بیان می‌کند:
۱- تالپورها به رهبری جد بزرگشان میر غلام حسین خان وارد سنده شدند او و برادرش شاهزاده میر ابراهیم خان بر سر تصاحب قدرت و جانشینی پدرشان یعنی حکومت بر کیچ مکران با یکدیگر به نبرد برخاستند و شاهزاده کوچک‌تر میر غلام حسین خان شکست خورده به سنده وارد شد که تالپورها از نوادگان او هستند.
۲- تالپورها مطابق کتاب عشاق نامه نوشته نواب ولی محمد خان ثانی لغاری بلوچ در زمان جد بزرگشان میر سلیمان خان تالپور وارد چوتی بالا در پنجاب شدند در این وقت آنها در شمار متحدان خاندان بزرگ‌تری بنام لغاری بلوچ محسوب می‌شدند و برخی نیز تالپورها را یکی از تیره‌های این خاندان به‌شمار می‌آوردند به هر طریق مدتها از سکونت ایشان در چوتی بالا گذشت تا آنکه امیر محمد شهداد خان تالپور و میر جام نندو خان لغاری به دعوت میان نورمحمد خان کلهوره (شاه وقت مملکت سنده) پا به سنده گذاشتند و پس از سرکوب قیام شاهزاده معزالدین مغول در سنده زمین‌های وسیعی از سوی شاه کلهوره به آنها اعطا شد که از این اراضی به نام جاگیر و مالک آنها به نام جاگیر دار نام برده می‌شود.

## شجره نامه کلی
|  |  |  |  |  |  |  |  |  |  |  |  |  |  | امیر جلال الحق خان   |  |  |  |  |  |  |  |  |  |  |  |  |  |  |  |  |  |  |  |  |  |
|  |  |  |  |  |  |  |  |  |  |  |  |  |  |                      |  |  |  |  |  |  |  |  |  |  |  |  |  |  |  |  |  |  |  |  |  |
|  |  |  |  |  |  |  |  |  |  |  |  |  |  | امیر محمدهوت علی خان |  |  |  |  |  |  |  |  |  |  |  |  |  |  |  |  |  |  |  |  |  |
|  |  |  |  |  |  |  |  |  |  |  |  |  |  |                      |  |  |  |  |  |  |  |  |  |  |  |  |  |  |  |  |  |  |  |  |  |
|  |  |  |  |  |  |  |  |  |  |  |  |  |  | امیر عبدالله خان     |  |  |  |  |  |  |  |  |  |  |  |  |  |  |  |  |  |  |  |  |  |
|  |  |  |  |  |  |  |  |  |  |  |  |  |  |                      |  |  |  |  |  |  |  |  |  |  |  |  |  |  |  |  |  |  |  |  |  |
|  |  |  |  |  |  |  |  |  |  |  |  |  |  | امیر اسماعیل خان     |  |  |  |  |  |  |  |  |  |  |  |  |  |  |  |  |  |  |  |  |  |
|  |  |  |  |  |  |  |  |  |  |  |  |  |  |                      |  |  |  |  |  |  |  |  |  |  |  |  |  |  |  |  |  |  |  |  |  |
|  |  |  |  |  |  |  |  |  |  |  |  |  |  | امیر حسن خان         |  |  |  |  |  |  |  |  |  |  |  |  |  |  |  |  |  |  |  |  |  |
|  |  |  |  |  |  |  |  |  |  |  |  |  |  |                      |  |  |  |  |  |  |  |  |  |  |  |  |  |  |  |  |  |  |  |  |  |
|  |  |  |  |  |  |  |  |  |  |  |  |  |  | امیر میرو خان        |  |  |  |  |  |  |  |  |  |  |  |  |  |  |  |  |  |  |  |  |  |
|  |  |  |  |  |  |  |  |  |  |  |  |  |  |                      |  |  |  |  |  |  |  |  |  |  |  |  |  |  |  |  |  |  |  |  |  |
|  |  |  |  |  |  |  |  |  |  |  |  |  |  | امیر محمد خان        |  |  |  |  |  |  |  |  |  |  |  |  |  |  |  |  |  |  |  |  |  |
|  |  |  |  |  |  |  |  |  |  |  |  |  |  |                      |  |  |  |  |  |  |  |  |  |  |  |  |  |  |  |  |  |  |  |  |  |
|  |  |  |  |  |  |  |  |  |  |  |  |  |  | امیر فهاد خان        |  |  |  |  |  |  |  |  |  |  |  |  |  |  |  |  |  |  |  |  |  |
|  |  |  |  |  |  |  |  |  |  |  |  |  |  |                      |  |  |  |  |  |  |  |  |  |  |  |  |  |  |  |  |  |  |  |  |  |
|  |  |  |  |  |  |  |  |  |  |  |  |  |  | امیر شهداد خان اول   |  |  |  |  |  |  |  |  |  |  |  |  |  |  |  |  |  |  |  |  |  |
|  |  |  |  |  |  |  |  |  |  |  |  |  |  |                      |  |  |  |  |  |  |  |  |  |  |  |  |  |  |  |  |  |  |  |  |  |
|  |  |  |  |  |  |  |  |  |  |  |  |  |  | امیر بجار خان اول    |  |  |  |  |  |  |  |  |  |  |  |  |  |  |  |  |  |  |  |  |  |
|  |  |  |  |  |  |  |  |  |  |  |  |  |  |                      |  |  |  |  |  |  |  |  |  |  |  |  |  |  |  |  |  |  |  |  |  |
|  |  |  |  |  |  |  |  |  |  |  |  |  |  | امیر زنگی خان اول    |  |  |  |  |  |  |  |  |  |  |  |  |  |  |  |  |  |  |  |  |  |
|  |  |  |  |  |  |  |  |  |  |  |  |  |  |                      |  |  |  |  |  |  |  |  |  |  |  |  |  |  |  |  |  |  |  |  |  |
|  |  |  |  |  |  |  |  |  |  |  |  |  |  | امیر بجار خان دوم    |  |  |  |  |  |  |  |  |  |  |  |  |  |  |  |  |  |  |  |  |  |
|  |  |  |  |  |  |  |  |  |  |  |  |  |  |                      |  |  |  |  |  |  |  |  |  |  |  |  |  |  |  |  |  |  |  |  |  |
|  |  |  |  |  |  |  |  |  |  |  |  |  |  | امیر زنگی خان دوم    |  |  |  |  |  |  |  |  |  |  |  |  |  |  |  |  |  |  |  |  |  |
|  |  |  |  |  |  |  |  |  |  |  |  |  |  |                      |  |  |  |  |  |  |  |  |  |  |  |  |  |  |  |  |  |  |  |  |  |
|  |  |  |  |  |  |  |  |  |  |  |  |  |  | امیر بجار خان سوم    |  |  |  |  |  |  |  |  |  |  |  |  |  |  |  |  |  |  |  |  |  |
|  |  |  |  |  |  |  |  |  |  |  |  |  |  |                      |  |  |  |  |  |  |  |  |  |  |  |  |  |  |  |  |  |  |  |  |  |
|  |  |  |  |  |  |  |  |  |  |  |  |  |  | امیر شاهو خان        |  |  |  |  |  |  |  |  |  |  |  |  |  |  |  |  |  |  |  |  |  |
|  |  |  |  |  |  |  |  |  |  |  |  |  |  |                      |  |  |  |  |  |  |  |  |  |  |  |  |  |  |  |  |  |  |  |  |  |
|  |  |  |  |  |  |  |  |  |  |  |  |  |  | امیر سلیمان خان      |  |  |  |  |  |  |  |  |  |  |  |  |  |  |  |  |  |  |  |  |  |
|  |  |  |  |  |  |  |  |  |  |  |  |  |  |                      |  |  |  |  |  |  |  |  |  |  |  |  |  |  |  |  |  |  |  |  |  |
|  |  |  |  |  |  |  |  |  |  |  |  |  |  | امیر میران خان       |  |  |  |  |  |  |  |  |  |  |  |  |  |  |  |  |  |  |  |  |  |

## امرای شهدادانی تالپور، ریاست حیدرآباد
| سلسله          | تالپر |
| -------------- | --- |
| تاسیس          | ۱۴ نوامبر ۱۷۸۳ میلادی |
| فروپاشی        | ۱۸۴۳ میلادی ۱۹۲۲ میلادی |
| نخستین         | امیر فتح علی خان اول شهدادانی تالپر |
| واپسین         | امیر محمد نصیرخان شهدادانی تالپر بلوچ امیر عبدالحسین خان شهدادانی تالپر بلوچ |
| شعار           | زهی تالپر گردید مقبول عام که مرصع باشد بشاهی نظام |
| قلمرو          | حیدرآباد - وانگا بازار - عمر کوت - کوں هیرا - شهدادپور - شاه بندر - میانی - سکرند - تهتهه- کراچی - سیحوان- شکارپور - کمبر - سوکر - غوتکی - اوبارو - سبزل کوت - بهاول پور ریاست خیرپور و ریاست میرپورخاص |
| امروزه بخشی از | ایالت سنده - پاکستان |
| دین            | اسلام |
| مذهب           | تصوف - تشیع |
| زبان رسمی      | فارسی |
| سایر زبانها    | |

| زبان دربار و نمایندگان دولتهای همسایه       | فارسی     |
| زبان گویشی با خانواده                       | سندی      |
| زبان گویشی با انگلیسی‌ها و سایر سرداران سنده | سندی اردو |
| دودمان                                      | هوت       |
| نژاد                                        | بلوچ      |

| پادشاهان مستقل                                                 | ۶ |
| امیران خودمختار بعد از فروپاشی پادشاهی مستقل آنها در جنگ میانی | ۷ |

|}
| تصویر | چهار یار اول                         | مدت حکومت | تخت‌نشینی | انتقال قدرت |
| ----- | ------------------------------------ | --------- | -------- | ----------- |
|       | امیر فتح علی خان اول شهدادانی تالپور | ۱۹ سال    | ۱۷۸۳     | ۱۸۰۲        |
|       | امیر غلام علی خان شهدادانی تالپور    | ۱۰ سال    | ۱۸۰۲     | ۱۸۱۲        |
|       | امیر کرم علی خان شهدادانی تالپور     | ۱۶ سال    | ۱۸۱۲     | ۱۸۲۸        |
|       | امیر مراد علی خان شهدادانی تالپور    | ۵ سال     | ۱۸۲۸     | ۱۸۳۳        |

| تصویر | چهار یار دوم                        | مدت حکومت | تخت‌نشینی                          | انتقال قدرت                       |
| ----- | ----------------------------------- | --------- | --------------------------------- | --------------------------------- |
|       | امیر نورمحمدخان اول شهدادانی تالپور | ۶سال      | ۱۸۳۳                              | ۱۸۳۹                              |
|       | امیر محمد نصیرخان شهدادانی تالپور   | ۴سال      | ۱۸۳۹                              | ۱۸۴۳                              |
|       | امیر شهدادعلی خان شهدادانی تالپور   | ۴ سال     | شریک حکومتی امیر محمد نصیرخان بود | شریک حکومتی امیر محمد نصیرخان بود |
|       | امیر محمدخان شهدادانی تالپور        | ۲ سال     | ۱۸۴۱                              | ۱۸۴۳                              |
|       | امیر صوبدار خان دوم شهدادانی تالپور | ۲ سال     | ۱۸۴۱                              | ۱۸۴۳                              |

| تصویر | امیران مستقل حیدرآباد                  | سال جلوس          | انتقال قدرت | جانشین                   |
| ----- | -------------------------------------- | ----------------- | ----------- | ------------------------ |
|       | امیر محمد حسین علی خان شهدادانی تالپور | ۱۸۶۰              | ۱۸۷۸        | امیر نورمحمدخان دوم      |
|       | امیر محمد حسن علی خان شهدادانی تالپور  | ۱۸۶۳              | ۱۹۰۷        | امیر عبدالحسین خان سانگی |
|       | امیر نورمحمدخان دوم                    | ۱۸۷۸ در لطیف آباد | ۱۹۲۰        | امیر عبدالحسین خان سانگی |
|       | امیر عبدالحسین خان سانگی               | ۱۹۰۷              | ۱۹۲۲        | ندارد                    |

امیران حیدرآباد سند از سال ۱۷۸۳ میلادی تا سال ۱۸۴۳ میلادی به صورت کاملاً خودمختار بر این سرزمین پادشاهی نمودند. آنها در ۱۷۸۳ میلادی به رهبری سردار جوان خود صاحب زاده میر فتح علی خان اول در نبردی موسوم به هالانی در مقابل شاه وقت سنده از سلسله کلهوره یعنی میان عبدالنبی خان ایستادگی کردند تا خون شهدای خود را از او بگیرند در این نبرد سردار ولی محمد خان اول لغاری فرزند شهید سردار غلام محمد خان لغاری نیز به اتفاق خاندان لغاری حضور داشت سرانجام بلوچ‌ها پیروز شدند و با فتح خدا آباد پایتخت کلهوره سلسله تالپور شروع بکار کرد تا سال ۱۷۸۹ میلادی پایتخت سلسله کلهوره شهر خدا آباد بود.
در سال ۱۷۸۴ میلادی یک سال پس از آغاز پادشاهی تالپورها، شاه امیر فتح علی خان اول دو عموزاده خود را که دو بازوی قدرتمند او بودند به دربار فراخواند یکی امیر سهراب علی خان و دیگری امیر تارو خان نام داشت مطابق شیوه سلطنت شراکتی که تالپورها داشتند به هر یک اراضی وسیعی در سنده اختصاص یافت که عبارتند از:
۱- سخی امیر سهراب علی خان اول شهدادانی تالپور مالک ریاست خیرپور گردید که از ۱۷۸۴ تا ۱۹۵۵ میلادی نوادگانش بر آن ریاست حکومت کردند و نام آنها از شهدادانی به سهرابانی تالپور تغییر یافت.
۲- امیر تارو خان از تیره مانکانی تالپور بود وی مالک ریاست میرپور خاص گردید که نام مانکانی تالپور بر آنها نهاده شد و از سال ۱۷۸۴ تا ۱۸۴۳ میلادی سلطنت کردند.
امیر فتح علی خان اول پس از آنکه در سال ۱۷۸۹ میلادی پایتخت خود را از خدا آباد به حیدرآباد منتقل کرد در قلعه سلطنتی پکا قلعه سکونت نمود و دو دیوان برپا کرد دیوان خاص و دیوان عام که کارایی آنها متفاوت بود، در دیوان خاص شاهزادگان و وزیران با شاه دیدار می‌کردند اما در دیوان عام وزیران و سرداران قبایل بلوچ حضور داشتند فرستادگان سایر دولت‌های خارجی نیز وابسته به مقامشان در دیوان خاص با شاه ملاقات می‌کردند.
نخستین و بزرگ‌ترین وزیر اعظم سلسله شهدادانی تالپور در حیدرآباد فردی بنام نواب ولی محمد خان اول لغاری بود او از عهد امیر فتح علی خان اولین شاه سلسله تالپور تا عهد امیر مراد علی خان تالپور چهارمین پادشاه تالپور در این مقام قرار داشت دیگر برادران و برادرزادگان وی نیز هر یک به وظیفه مهمی همچون خزانه داری، والی گری و مصاحب شخصی برگزیده شدند.
از آنجایی که شیوه حکمرانی تالپورها شراکتی بود امیر فتح علی خان سه برادر کوچک‌تر خود را نیز همزمان در حکومت شریک کرد و با آنها عهدنامه ای نوشت که از آن با عنوان چویاری به معنی چهار یار یاد می‌کنند علت این امر جلوگیری از هرگونه نفاق و شورش شاهزادگان بود که متأسفانه این موضوع با وفات آخرین برادر شان امیر مراد علی خان تالپور پایان یافت و نوبت به شاهزادگان جدید رسید در میان آنها چهار نفر از دیگر شاهزادگان قدرت بیشتری داشتند که عبارتند از:
1. شاهزاده امیر صوبیدار خان دوم فرزند شاه امیر فتح علی خان اول
2. شاهزاده امیر نورمحمد خان اول فرزند شاه امیر مراد علی خان
3. شاهزاده امیر محمد نصیر خان اول فرزند شاه امیر مراد علی خان
4. شاهزاده امیر محمد خان فرزند شاه امیر غلام علی خان

این چهار شاهزاده که با یکدیگر عموزاده بودند بر سر کسب قدرت در حال رقابت بودند حتی به جایی رسید که هر یک به‌طور جداگانه بر بخشی از ایالت سنده حکومت مستقلی به راه انداخته بود و بغیر از خودش کسی را شاه نمی‌خواند اندکی بعدتر قدرتمندترین ایشان شاهزاده میر نورمحمد خان فرزند بزرگ شاه امیر مراد علی خان سه تن دیگر را گردهم آورده و به رسم پدران خود عهدنامه چویاری ثانی را نگارش کردند تا به ترتیب هر یک از آنها جانشین دیگری شود مطابق این عهد نامه حکومت پس از امیر مراد علی خان حق ولیعهد او شاهزاده میر نورمحمد خان گردید و به ترتیب شاهان چویاری ثانی عبارتند از:
1. امیر نور محمد خان
2. امیر محمد نصیر خان
3. امیر محمد خان
4. امیر صوبیدار خان ثانی

این روند تا زمان وفات امیر نورمحمد خان اول ادامه یافت اما با وفات او مجدداً سه شاهزاده دیگر به همراه شاهزادگان جدید مدعی سلطنت شدند اینبار امیر محمد نصیر خان سیاست اشتباهی را در مقابله با انگلیسی‌ها پیش گرفت او حتی با شاه شجاع که از شاهان کابل بود به نبرد برخاست و دیگر حامی مهمی را از دست داد به این ترتیب نیروهای انگلیسی در سال ۱۸۴۳ میلادی به رهبری سر چارلز ناپیر وارد صحرای میانی در سنده شدند آنها با تعداد نفرات اندک خود در مقابل ارتش چند هزار نفری و توپخانه شاهی تالپورها پیروزی بزرگی را نصیب خود نمودند از طرف مقابل تمام شاهزادگان مدعی حکومت بر سنده روز بعد لباس ابریشمی و گران بها، تفنگ‌های زیبا و طلاکوب، شمشیرها و خنجرهای مرصع بر کمر راهی کمپ انگلیسی‌ها شدند در آنجا سر چارلز ناپیر همه را اسیر نمود تنها شاهزاده امیر صوبیدار خان ثانی در کاخ سلطنتی پکا قلعه تاج بر سر نهاده و خود را شاه مستقل سنده معرفی نمود از قضا انگلیسی‌ها او را نیز اسیر نموده و بر پشت فیل برهنه ای سوار کردند چند روز بعد همه ایشان را که بیش از پانزده شاهزاده تالپور بودند روانه بمبی و کلکته در هند کردند در آنجا برخی از این افراد مقتول شده و برخی دیگر پس از تحمل بیست سال اسارت و حقارت به وطن خود بازگشتند.

## امرای سهرابانی تالپور، ریاست خیرپور
| تصویر | نام امیر                             | تخت‌نشینی | جانشین                                                        | انتقال قدرت |
| ----- | ------------------------------------ | -------- | ------------------------------------------------------------- | ----------- |
|       | امیر سهراب خان اول شهدادانی تالپور   | ۱۷۸۴     | امیر رستم علی خان ـ امیر مبارک علی خان ـ امیر علی مرادخان اول | ۱۸۳۰        |
|       | امیر رستم علی خان سهرابانی تالپور    | ۱۸۳۰     | امیر علی مرادخان اول                                          | ۱۸۴۲        |
|       | امیر مبارک علی خان سهرابانی تالپور   | ۱۸۱۱     | امیر نذیرخان                                                  | ۱۸۳۹        |
|       | امیر علی مرادخان اول سهرابانی تالپور | ۱۸۴۲     | امیر فیض محمد خان اول                                         | ۱۸۹۴        |
|       | امیر فیض محمدخان اول سهرابانی تالپور | ۱۸۹۴     | امیر امام بخش خان                                             | ۱۹۰۹        |
|       | امیر امام بخش خان سهرابانی تالپور    | ۱۹۰۹     | امیر علی نواز خان                                             | ۱۹۲۱        |
|       | امیر علی نواز خان سهرابانی تالپور    | ۱۹۲۱     | امیر فیض محمدخان دوم                                          | ۱۹۳۵        |
|       | امیر فیض محمدخان دوم سهرابانی تالپور | ۱۹۳۵     | امیر علی مرادخان دوم                                          | ۱۹۴۷        |
|       | امیر علی مرادخان دوم سهرابانی تالپور | ۱۹۴۷     | ندارد                                                         | ۱۹۵۵        |

## امرای مانکانی تالپور، ریاست میرپور خاص
| تصویر | نام امیر                        | تخت‌نشینی | جانشین           | انتقال قدرت |
| ----- | ------------------------------- | -------- | ---------------- | ----------- |
|       | امیر تارو خان مانکانی تالپور    | ۱۷۸۴     | امیر علی مرادخان | ۱۸۰۱        |
|       | امیر علی مرادخان مانکانی تالپور | ۱۸۰۱     | امیر شیرمحمدخان  | ۱۸۲۹        |
|       | امیر شیرمحمدخان مانکانی تالپور  | ۱۸۲۹     | امیر شاه محمدخان | ۱۸۴۳        |
|       | امیر شاه محمدخان مانکانی تالپور |          | امیر خان محمدخان |             |
|       | امیر خان محمدخان                |          | امیر فتح خان دوم |             |
|       | امیر فتح خان دوم                |          | نامعلوم          |             |

## نبردها

### نبرد میانی
پس از آنکه امیر شیرمحمد خان مانکانی تالپور در ۱۸۴۳ م همراه دیگر امرای تالپوری و ارتش بلوچی از سر چارلز ناپیر در وادی میانی شکست خورد به خارج از سند پناه گزین شد تا بتواند ارتشی کمکی از دولت همسایه اتخاذ نموده و برای بازستاندن مملکت خویش اقدامی نماید. او همچنین نمایندگانی به دادگاه سلطنتی لندن روانه داشت تا از حق او و عموزادگانش که در ریاست‌های خیرپور و حیدرآباد حاکم بودند دفاع نمایند. به این ترتیب امیر شیرمحمد خان که در این زمان به علت قیام علیه انگلیسی‌ها (بریتانیایی‌ها) و دفاع از وطنش (مملکت سنده) از سوی ملت سنده به لقب «شیر سنده» نایل آمده بود چند ایلچی روانه دربارهای همسایه نمود از جمله فرستادگانی به پادشاهی افغانستان به کابل، پادشاهی بلوچستان به کلات و حتی پادشاهی قاجار به تهران روانه داشت. اما همه تهی دست و عاجز بازگشتند.
تنها دولت افغان‌ها با بریتانیایی‌ها همکاری کردند و با سیاست معطل کردن ارسال کمک‌ها تا حدودی از بازگشت سریع و سهمگین شیر سنده جلوگیری نمودند. اگر او فوراً پس از آنکه از سنده خروج کرده بود با همان تعداد ارتش خود و با همان تجهیزات نظامی که داشت مانند زنبورکچی‌ها، توپ‌های شتر سوار، توپ‌های سنگین‌وزن و تفنگ‌های اولیه ساخت سنده، مجدداً مستعد میدان نبرد می‌شد به راحتی می‌توانست در مقابل ارتش ۳۰۰ نفری انگلیسی‌ها ایستادگی نماید. تنها برتری بیگانگان استعمارگر بر آنها داشتن گونه جدید تری از تفنگ‌ها بود اما جمعیت بیش تر و تجهیزات نظامی متعدد اولیه در دست بلوچان به پیروزی آنها کمک شایانی می‌کرد.

### نبرد حیدرآباد
هنگامی که ارتش کمکی از خانپور تحت امر برادرش امیرشاه‌محمد خان به اردوی شیر سند ملحق شدند آنها بار دیگر محیای نبرد گشتند. در این پیکار خونین وظیفه محافظت از انبار باروت و وظیفه رهبری توپخانه بر عهده هوش محمد شیدی قنبرانی بود که در خلال نبرد و پس از ساعت‌ها جنگ تن به تن سرانجام او به‌دست دشمنان کشته گردید.
با کشته شدن فرماندهی بزرگ از فرماندهان بلوچ، دو تن از فرماندهان بزرگ ارتش بلوچان بنام جهان خان و مزار خان که از خویشان و اقارب شیر سنده بودند به قوم و وطن خود خیانت کرده با بریتانیایی‌ها همکاری نمودند به این ترتیب آنها سریعاً مشعل‌های را افروختند و پیکان‌های تیر را آتش زدند تا به وسیله آنها انبار باروت و مهمات را آتش بزنند. در آخر انفجار مهیبی از آتش باروت خانه برخاست که منجر به کشته و مجروح شدن تعداد زیادی از جنگجویان بلوچ گشت.
این انفجار آنقدر در روحیه جنگاوران بلوچ تأثیر گذاشت که دیگر امید به پیروزی در آنها خاموش گردید. عده ای که از سربازان جهان خان بودند با این خیانت از صحنه نبرد شانه خالی کرده و پا به فرار گذاشتند. شیر محمد خان بلوچ که کشته شدن سرداران خود و خیانت فرماندهان را دید در نیمه‌های نبرد دستور به عقب‌نشینی داد چراکه شکست در چهره‌های جنگاورانش دیده می‌شد و او نمی‌توانست بیش از این‌ها مردان جنگی خویش را طعمه باروت و تفنگ نماید. لشکریان بلوچ آن روز با شکست، قتل و خیانت عقب کشیدند و در مقابل ارتش کم‌تعداد اجانب عجز نشان دادند.
در نتیجه این نبرد چند عراده توپ جنگی و تعداد زیادی مهمات از دست دادند که جبران آنها نیازمند پول زیاد بود. چیزی که امیر ممدوح در آن روزها از آن دور بود و دسترسی به کاخ و خزانه سلطنتی نداشت تا این مهم را هموار سازد. پس از این وقایع شیر سنده سرانجام راضی به امضای معاهده صلح با انگلیسی‌ها شد که در نتیجه آن حکمرانی ریاست میرپور خاص همچنان بر عهده شاهزادگان این خاندان باقی ماند و تا سال ۱۹۵۵ میلادی که کشور پاکستان تأسیس گردید شاهزادگان خاندان مانکانی تالپور بلوچ عهده‌دار حکومت ریاست میرپور خاص در مملکت سنده بودند.
پس از امیر شیرمحمد خان برادرانش امیر شاه محمد خان و امیر خان محمد خان به ترتیب جانشین او شدند و سرانجام پسر بزرگش امیر نواب فتح خان دوم به حکومت منصوب شد و وقایع پس از او در کتب تاریخی مربوط ثبت شده‌اند.